# Isole Italiani
De Isole Italiani (soms ook Isola degli Italiani om enkel het grootste eiland aan te duiden) zijn een aantal rotseilandjes in de La Maddalena-archipel voor de noordoostkust van het Italiaanse eiland Sardinië. De eilandjes liggen voor de oostkust van Caprera, bij de baai Cala Garibaldi.
De Isole Italiani vormen een broedplaats voor onder andere kuifaalscholvers.
De IOTA-aanduiding van Soffi is, gelijk de meeste andere eilanden in de La Maddalena-archipel, EU-041. De Italian Islands Award-referentie (I.I.A., gegeven aan natuurlijke eilanden) was SS-026. Inmiddels hebben de eilandjes in de Mediterranean Islands Award de code MIS-114.